# Fotbal na Slovensku
Termín fotbal na Slovensku se vztahuje na fotbalové dění na Slovensku v letech 1939 až 1945, kdy bylo Slovensko samostatným státem, a po roce 1993 po rozpadu Československa.

## Fotbalový svaz
Slovenský fotbalový svaz je od roku 1993 členem FIFA. Předtím byl členem FIFA v letech 1939 - 1945.

## Reprezentace
Současným trenérem A-mužstva slovenské reprezentace je Francesco Calzona.

## Mistři Slovenska
Slovenské fotbalové mistrovství oddílů se hraje v 1. slovenské fotbalové lize.
Mistři Slovenska ve fotbale v 1. slovenském státě:
- 1939/40 - ŠK Bratislava
- 1940/41 - ŠK Bratislava
- 1941/42 - ŠK Bratislava
- 1942/43 - OAP Bratislava
- 1943/44 - ŠK Bratislava

Mistři Slovenska ve fotbale od roku 1993:
- 1993/94 - ŠK Slovan Bratislava
- 1994/95 - ŠK Slovan Bratislava
- 1995/96 - ŠK Slovan Bratislava
- 1996/97 - 1.FC Košice
- 1997/98 - 1.FC Košice
- 1998/99 - ŠK Slovan Bratislava
- 1999/00 - FK Inter Bratislava
- 2000/01 - FK Inter Bratislava
- 2001/02 - MŠK Žilina
- 2002/03 - MŠK Žilina
- 2003/04 - MŠK Žilina
- 2004/05 - Artmedia Bratislava
- 2005/06 - MFK Ružomberok
- 2006/07 - MŠK Žilina
- 2007/08 - FC Artmedia Petržalka
- 2008/09 - ŠK Slovan Bratislava
- 2009/10 - MŠK Žilina
- 2010/11 - ŠK Slovan Bratislava
- 2011/12 - MŠK Žilina
- 2012/13 - ŠK Slovan Bratislava
- 2013/14 - ŠK Slovan Bratislava
- 2014/15 - AS Trenčín
- 2015/16 - AS Trenčín
- 2016/17 - MŠK Žilina
- 2017/18 - FC Spartak Trnava
- 2018/19 - ŠK Slovan Bratislava
- 2019/20 - ŠK Slovan Bratislava
- 2020/21 - ŠK Slovan Bratislava
- 2021/22 - ŠK Slovan Bratislava
- 2022/23 - ŠK Slovan Bratislava
- 2023/24 - ŠK Slovan Bratislava

## Účast slovenské reprezentace naMistrovství Evropy ve fotbale
- 2016
- 2020
- 2024

## Účast slovenské reprezentace naMistrovství světa ve fotbale
- 2010

## Účast slovenských klubů v hlavním fázi Ligy mistrů
- 1997/98 - 1.FC Košice
- 2005/06 - FC Artmedia Petržalka
- 2010/11 - MŠK Žilina
- 2024/25 - ŠK Slovan Bratislava

## Slovenský fotbalista roku
- 1993: Peter Dubovský
- 1994: Vladimír Kinder
- 1995: Dušan Tittel
- 1996: Dušan Tittel
- 1997: Dušan Tittel
- 1998: Jozef Majoroš
- 1999: Szilárd Németh
- 2000: Vladimír Labant
- 2001: Ľubomír Moravčík
- 2002: Miroslav Karhan
- 2003: Vladimír Janočko
- 2004: Marek Mintál
- 2005: Marek Mintál
- 2006: Róbert Vittek
- 2007: Martin Škrtel
- 2008: Martin Škrtel
- 2009: Marek Hamšík
- 2010: Marek Hamšík
- 2011: Martin Škrtel
- 2012: Martin Škrtel
- 2013: Marek Hamšík
- 2014: Marek Hamšík
- 2015: Marek Hamšík
- 2016: Marek Hamšík
- 2017: Marek Hamšík
- 2018: Marek Hamšík
- 2019: Milan Škriniar
- 2020: Milan Škriniar
- 2021: Milan Škriniar
- 2022: Milan Škriniar
- 2023: Stanislav Lobotka